# Mario Rekirsch
Mario Rekirsch (* 9. November 2000) ist ein österreichischer Fußballspieler.

## Karriere
Rekirsch begann seine Karriere beim USC Grafenwörth. 2012 wechselte er zum SV Rehberg. 2013 kam er in die Jugend des SV Horn. Im März 2016 debütierte er für die Zweitmannschaft von Horn in der sechstklassigen Gebietsliga.
Zur Saison 2017/18 rückte er in den Kader der ersten Mannschaft. Im August 2017 debütierte er für diese in der Regionalliga, als er am dritten Spieltag jener Saison gegen den SKU Amstetten in der 88. Minute für Matúš Paukner eingewechselt wurde. Zu Saisonende stieg er mit Horn in die 2. Liga auf. In der Aufstiegssaison kam er zu 13 Regionalligaeinsätzen.
Sein Debüt in der zweithöchsten Spielklasse gab Rekirsch im Oktober 2018, als er am zehnten Spieltag der Saison 2018/19 gegen den Floridsdorfer AC in der 73. Minute für Marko Keča ins Spiel gebracht wurde.
Im Jänner 2019 wurde er auf Kooperationsbasis an den Regionalligisten SV Leobendorf verliehen. Zur Saison 2019/20 wechselte er zum fünftklassigen SV Haitzendorf. Für Haitzendorf absolvierte er in zweieinhalb Jahren 33 Partien in der 2. Landesliga und machte dabei 25 Tore. Im Jänner 2022 wechselte der Stürmer wieder in die Regionalliga und schloss sich dem Wiener Sport-Club an. Dort kam er bis zum Saisonende in acht Ligaspielen zum Einsatz, spielte dabei jedoch nie durch und blieb selbst torlos. In der darauffolgenden Spielzeit 2022/23 kam Rekirsch vermehrt zum Einsatz, hatte aber weiter Probleme sich als Stammkraft zu etablieren. Bis zum Ende der Meisterschaft hatte er 25 Meisterschaftsspiele in der Regionalliga absolviert und hatte zwei Treffer beigesteuert. Hinzu kam ein Einsatz für die zweite Mannschaft mit Spielbetrieb in der fünftklassigen 2. Landesliga. Am torgefährlichsten agierte der Stürmer nur bei den Freundschaftsspielen des Sport-Clubs. Im Sommer 2023 verließ er die Wiener, um sich dem ASK Horitschon-Unterpetersdorf aus der viertklassigen Burgenlandliga anzuschließen. Eine von Haitzendorf erhoffte Rückkehr nach Niederösterreich zu amtierenden Landespokalsieger kam nicht zustande.